# Lucas Hamilton
Lucas Hamilton (ur. 12 lutego 1996 w Araracie) – australijski kolarz szosowy.

## Osiągnięcia
2014
- 1. miejsce w mistrzostwach Oceanii juniorów (start wspólny)
- 2. miejsce w mistrzostwach Australii juniorów (jazda indywidualna na czas)
- 1. miejsce w mistrzostwach Australii juniorów (start wspólny)

2016
- 2. miejsce w mistrzostwach Australii U23 (start wspólny)
- 3. miejsce w An Post Rás
- 1. miejsce w klasyfikacji górskiej Tour de l’Avenir

2017
- 3. miejsce w mistrzostwach Australii U23 (start wspólny)
- 1. miejsce w mistrzostwach Oceanii (start wspólny)
- 2. miejsce w Trofeo Edil C
- 3. miejsce w Liège-Bastogne-Liège U23
- 2. miejsce w Giro del Belvedere
- 2. miejsce w Gran Premio Palio del Recioto
- 3. miejsce w Toscana Terra di Ciclismo Eroica
  - 1. miejsce na etapie 1a (jazda drużynowa na czas)
- 2. miejsce w Gran Premio Industrie del Marmo
- 2. miejsce w Giro Ciclistico d’Italia
  - 1. miejsce na etapie 5b
- 1. miejsce w Tour Alsace
  - 1. miejsce w klasyfikacji młodzieżowej
  - 1. miejsce w klasyfikacji górskiej

2018
- 3. miejsce w Hammer Stavanger (drużynowo)
- 1. miejsce w Hammer Hong Kong (drużynowo)

2019
- 1. miejsce w Settimana Internazionale di Coppi e Bartali
  - 1. miejsce w klasyfikacji młodzieżowej
  - 1. miejsce na etapie 1b (jazda drużynowa na czas)
- 2. miejsce w Czech Cycling Tour
  - 1. miejsce na 1. (jazda drużynowa na czas) i 4. etapie

2020
- 2. miejsce w mistrzostwach Australii (start wspólny)
- 1. miejsce na 1. etapie Czech Cycling Tour (jazda drużynowa na czas)
- 1. miejsce na 4. etapie Tirreno-Adriático

## Rankingi
| Rok              | 2016 | 2017 | 2018 | 2019 | 2020 | 2021 | 2022 | 2023 | 2024  |
| ---------------- | ---- | ---- | ---- | ---- | ---- | ---- | ---- | ---- | ----- |
| UCI World Tour   | -    | -    | 294. |      |      |      |      |      |       |
| World Ranking    | 801. | 105. | 648. | 188. | 163. | 125. | 549. | 491. | 1426. |
| UCI Europe Tour  | 564. | 122. | 620. |      |      |      |      |      |       |
| UCI Asia Tour    | -    | -    | 304. |      |      |      |      |      |       |
| UCI America Tour | -    | -    | 421. |      |      |      |      |      |       |
| UCI Oceania Tour | -    | 1.   | -    | 12.  | 12.  | 7.   | 33.  | 33.  | -     |
|                  |      |      |      |      |      |      |      |      |       |
| Źródło: UCI      |      |      |      |      |      |      |      |      |       |